# Журкін Віталій Володимирович
Віталій Володимирович Журкин (14 січня 1928, Москва — 26 лютого 2025) — радянський і російський історик, політолог, американіст і європеїст. Фахівець з проблем міжнародних відносин, глобальної і європейської безпеки, військово-політичної стратегії, обмеження і скорочення озброєнь. Член ЦК КПРС у 1990—1991 роках. Доктор історичних наук (1976), професор (1979), член-кореспондент, дійсний член Академії наук СРСР (РАН) (з грудня 1990).

## Біографія
Після закінчення середньої школи у 1946 році поступив в Московський державний інститут міжнародних відносин Міністерства закордонних справ СРСР на історико-міжнародний факультет, який закінчив з відзнакою в 1951 році.
У 1951—1965 роках працював у Державному комітеті телебачення і радіомовлення СРСР, був кореспондентом, завідувачем відділу, членом колегії Держкомітету та головним редактором Головної редакції пропаганди.
Член ВКП(б) з 1952 року.
У 1965 році — заступник редактора відділу країн Азії і Африки газети «Правда>». У 1965—1968 роках — радник Посольства СРСР в Індії.
В Академії наук СРСР (Російській академії наук) з 1968 року. Завідувач відділу (1968—1971), заступник директора Інституту США і Канади АН СРСР (1971—1988), член Президії АН СРСР, академік-секретар Відділення світової економіки і міжнародних відносин АН СРСР (1988—1998), директор Інституту Європи Академії наук СРСР/Російської академії наук (РАН) (1988—1999). З 1999 року — почесний директор Інституту Європи РАН.
Лауреат Державної премії СРСР (1980), член Наукової ради МЗС Росії. Заступник голови комісії РАН з міжнародної безпеки та контролю над озброєннями. Дійсний член Європейської Академії наук, мистецтв та літератури (з 1990), Всесвітньої Академії мистецтв і наук (з 1994). Голова правління Асоціації європейських студій.
У 1990-ті роки Журкін взяв активну участь в кампанії російських вчених проти розширення НАТО. Виступав у різних аудиторіях і на конференціях в Брюсселі (полеміка із заступником генерального секретаря НАТО Р. фон Мольтке), Лондоні (на конференціях Королівського інституту міжнародних відносин), Франції (на симпозіумах Інституту дослідження проблем безпеки Європейського союзу в Парижі і Кане), Осло, Стокгольмі, Празі, Австрії (Відні і Тутцінге), Ризі і в Японії (конференції європейських і японських експертів в Центрі слов'янських досліджень Університету Хоккайдо).

## Праці
Книги:
- Міжнародні конфлікти (1972) (у співавторстві);
- The Nixon Doctrine. Ed. by Yu.P. Davydov, V. V. Zhurkin, V. S. Rudnev. Arlington (Virginia), 1973.
- США та міжнародно-політичні кризи (1975);
- Глобальна стратегія США в умовах науково-технічної революції (1979) (у співавторстві);
- СРСР-США: 70-е і 80-е роки (1982);
- Віталій Журкин. СРСР-САЩ през седемдесетте і осемдесетте години. Софія, 1982.
- Військово-стратегічні концепції США (1984);
- Дослідження ООН про доктрину стримування (1987) (у співавторстві);
- Розумна достатність і нове політичне мислення (1989) (у співавторстві);
- Vitaly Shurkin. Grossbaustelle Europa. Munchen, 1990.
- Пан'європейська архітектура: проблеми і перспективи (1991);
- Європейський союз: зовнішня політика, безпека, оборона (1998);
- Європа в багатополярному світі (2000) (у співавторстві);
- Загальна оборона: нова європейська ініціатива (2001).

Розділи в колективних монографіях:
- Європа вчора, сьогодні, завтра (2002);
- Росія між Сходом і Заходом: мости в майбутнє (2003).

## Нагороди і звання
- орден Трудового Червоного Прапора
- орден Дружби народів (1988)
- орден «Знак Пошани»
- орден «За заслуги перед Вітчизною» IV ст. (Російська Федерація) (1998)
- орден Пошани (Російська Федерація) (2008)
- медалі
- Державна премія СРСР (1980)